# Roberto Vallarino
Roberto Vallarino (Guayaquil, Ecuador, 1952 - 18 de septiembre de 2012) fue un músico y médico quiropráctico ecuatoriano, conocido por ser el bajista y líder de la banda de rock Los Corvets.

## Biografía
Nació en 1952, hijo de padre ecuatoriano y de una cantante mexicana llamada Josefina Abitio, llegó a los tres años a Ecuador con su familia, procedente de Estados Unidos, donde vivía. A sus diez años aprendió a tocar guitarra junto con su hermano Alberto. Como le dedicó mucho tiempo al instrumento debió abandonar la natación, deporte que había empezado un año antes.
En 1963, fundó en Guayaquil junto a varios amigos de su barrio (Urdesa) el grupo de rock Los Corvets, que abarcó posteriormente más estilos musicales. En esa banda fue encargado del bajo y la conformación histórica fue junto a su hermano Alberto Vallarino (segunda guitarra y percusión), Roberto Viera (primera guitarra), Fernando Rodríguez (batería), Marco Molina (vocalista) y Hans Palacios (teclado). El grupo se disolvió en 1971.
Ya en su adultez regresó a Estados Unidos, específicamente a California, para estudiar música. Como sabía poco inglés prefirió trabajar. Encontró plaza administrando clínicas, lugar donde surgió su otra pasión: la medicina. Entonces decidió estudiar Quiropraxia. Posteriormente regresó al Ecuador donde se dedicó a su profesión y esporádicamente reagrupaba a Los Corvets para ofrecer conciertos.
El 18 de septiembre de 2012, falleció a causa de infartos múltiples a la edad de 60 años.